# Aurelija Stancikienė
Aurelija Stancikienė (ur. 24 sierpnia 1966 w Poniewieżu) – litewska polityk, z zawodu konserwator zabytków, posłanka na Sejm Republiki Litewskiej.

## Życiorys
W 1990 została absolwentką Akademii Sztuk Pięknych w Wilnie. Pracowała następnie w instytucie projektowym i konserwatorskim. W latach 2005–2008 zajmowała stanowisko dyrektora Parku Narodowego Mierzei Kurońskiej. Jednocześnie od 2007 była radną rejonu neryńskiego. Została działaczką Związku Ojczyzny, w 2008 uzyskała po raz pierwszy mandat deputowanej. W 2012 odeszła z partii konserwatystów i przyłączyła się do nowego ugrupowania Droga Odwagi Neringi Venckienė. W wyborach parlamentarnych w 2012 w okręgu jednomandatowym wystartowała bez powodzenia przeciwko premierowi Andriusowi Kubiliusowi, o reelekcję z powodzeniem ubiegała się natomiast z listy krajowej.